# 小野茜 (タレント)
小野 茜（おの あかね、1988年1月9日 - ）は、日本のグラビアアイドル、タレント。
神奈川県出身。フォース・エージェント・エンターテイメント所属。

## 人物・略歴
所属事務所の現マネージャーに渋谷と横浜でスカウトされ、デビュー。

## 出演

### テレビ
- 芸能人専用タクシー し〜たく（テレビ東京）
- ワニのこだわり（TBS）
- Pooh!（TBS)
- どきどき!にゅ〜すキャスター #4（MONDO21）

### 雑誌
- 週刊プレイボーイ（集英社）
- サブラ（小学館）
- フライデー（講談社）
- FLASH(光文社)
- BOMB（学研）
- ヤングチャンピオン（秋田書店）
- ヤングアニマル（白泉社）
- ggirl（角川書店)
- スコラ（辰巳出版）
- デジユーザ（宝島）
- アサヒ芸能エンタメ（徳間書店）
- 海賊（竹書房）
- Bejean（英知出版）
- Cawaii!（主婦の友社）

### 舞台
- 演劇ユニットCool*Flower「白雪姫子と7人のオンナ」 - 主演

## 作品

### ビデオ＆DVD
- ピュアスマイル小野茜（竹書房）
- whiteBound（ラインコミュニケーションズ）
- ぷるぷるTV（ベガフォクトリー）

## 書籍

### 写真集
- AkaneONE（2004年1月、竹書房、撮影：加納典譲） ISBN 978-4812415023